# Pic de l’Espade
Pic de l’Espade – szczyt górski w Pirenejach, na granicy Francji (departament Pireneje Wysokie) i Hiszpanii (Huesca). 
Szczytu nie należy mylić z Pic d’Espade, który położony jest około 20 km na północny zachód od Pic de l’Espade, w departamencie Pireneje Wysokie, na terenie gminy Gèdre, w Parku Narodowym Pirenejów.